# Willer-sur-Thur
Ne doit pas être confondu avec Willer.
Pour les articles homonymes, voir Willer (homonymie) et Thur.
Willer-sur-Thur (en alémanique Willer) est une commune française située dans l'aire d'attraction de Mulhouse et faisant partie de la collectivité européenne d'Alsace (circonscription administrative du Haut-Rhin), en région Grand Est.
Cette commune se trouve dans la région historique et culturelle d'Alsace. 

## Géographie
Comme son nom l'indique, la commune est traversée par la Thur, à 4,5 km de Thann. En aval de Moosch et en amont de Bitschwiller-lès-Thann, elle est reliée à la route des Crêtes par une route départementale rejoignant le col Amic (altitude 825 m) en passant par Goldbach-Altenbach.
| Geishouse | Goldbach-Altenbach     | Soultz-Haut-Rhin |
| Moosch    | Willer-sur-Thur        | Uffholtz         |
|           | Bitschwiller-lès-Thann |                  |

### Entourages
Outre les sommets ci-dessus : Grand Ballon - Rossberg - Stimpfelrainkopf, 
- à l'Est : Gungelrain, Mittelrain, Mittelbach, Hirschbaechel, Karsprung ;
- au Sud : Wolfensthal, Stimpfelrain ;
- à l'Ouest : Herrenwald, Jungwald, Blaufelsen, Altrain ;
- au Nord : Langrueck.

C'est une des 188 communes du parc naturel régional des Ballons des Vosges.

### Hydrographie

#### Réseau hydrographique
La commune est dans le bassin versant du Rhin au sein du bassin Rhin-Meuse. Elle est drainée par la Thur, le ruisseau Wissbach, le ruisseau Altrain, le ruisseau Busen, le ruisseau de Vordermatt, le ruisseau Kuhlaeger Runz, le Hirschbaechel et le Mittelbachrunz,,.
La Thur, d'une longueur de 53 km, prend sa source dans la commune de Wildenstein et se jette  dans l'Ill à Ensisheim, après avoir traversé 20 communes. Les caractéristiques hydrologiques de la Thur sont données par la station hydrologique située sur la commune. Le débit moyen mensuel est de 5,12 m3/s. Le débit moyen journalier maximum est de 112 m3/s, atteint lors de la crue du 9 avril 1983. Le débit instantané maximal est quant à lui de 137 m3/s, atteint le même jour.

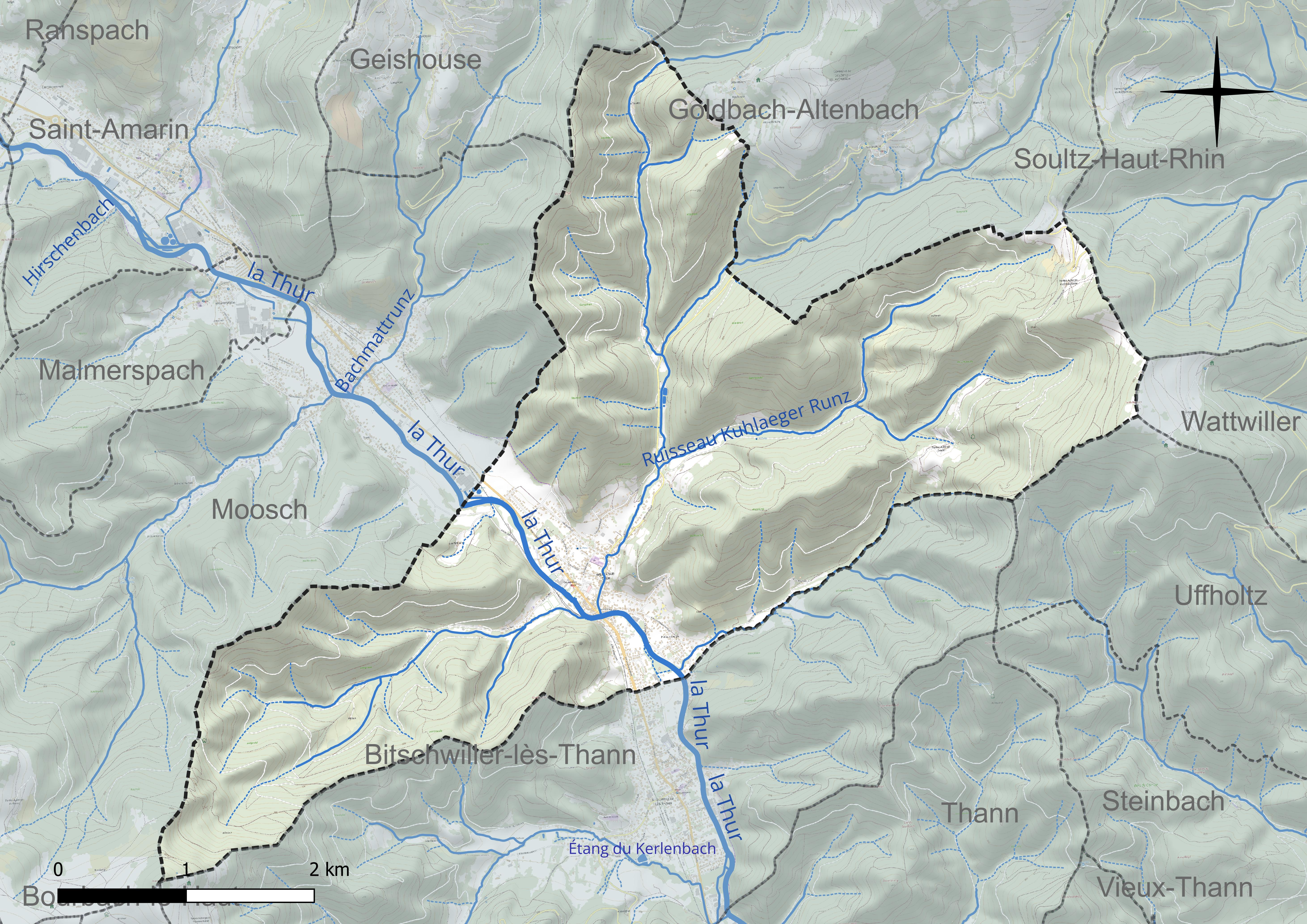
Réseau hydrographique de Willer-sur-Thur.

#### Gestion et qualité des eaux
Le territoire communal est couvert par le schéma d'aménagement et de gestion des eaux (SAGE) « Thur ». Ce document de planification concerne le bassin versant de la Thur. Ce territoire s'étend sur 544 km2. Le périmètre a été arrêté le 4 mars 1996 et le SAGE proprement dit a été approuvé le 14 mai 2001. La structure porteuse de l'élaboration et de la mise en œuvre est la Direction départementale de l'agriculture et de la forêt du Haut-Rhin. 
La qualité des cours d’eau peut être consultée sur un site dédié géré par les agences de l’eau et l’Agence française pour la biodiversité. 

### Climat
Pour des articles plus généraux, voir Climat du Grand Est et Climat du Haut-Rhin.
En 2010, le climat de la commune est de type climat de montagne, selon une étude du Centre national de la recherche scientifique s'appuyant sur une série de données couvrant la période 1971-2000. En 2020, Météo-France publie une typologie des climats de la France métropolitaine dans laquelle la commune est exposée à un climat semi-continental et est dans la région climatique  Vosges, caractérisée par une pluviométrie très élevée (1 500 à 2 000 mm/an) en toutes saisons et un hiver rude (moins de 1 °C). 
Pour la période 1971-2000, la température annuelle moyenne est de 9,4 °C, avec une amplitude thermique annuelle de 16,6 °C. Le cumul annuel moyen de précipitations est de 1 207 mm, avec 11,9 jours de précipitations en janvier et 10,3 jours en juillet. Pour la période 1991-2020, la température moyenne annuelle observée sur la station météorologique de Météo-France la plus proche, « Bits.-lès-Thann », sur la commune de Bitschwiller-lès-Thann à 2 km à vol d'oiseau, est de 10,0 °C et le cumul annuel moyen de précipitations est de 1 309,4 mm. 
La température maximale relevée sur cette station est de 38,9 °C, atteinte le 7 août 2015 ; la température minimale est de −19,5 °C, atteinte le 12 janvier 1987,,. 
Les paramètres climatiques de la commune ont été estimés pour le milieu du siècle (2041-2070) selon différents scénarios d'émission de gaz à effet de serre à partir des nouvelles projections climatiques de référence DRIAS-2020. Ils sont consultables sur un site dédié publié par Météo-France en novembre 2022.

## Urbanisme

### Typologie
Au 1er janvier 2024, Willer-sur-Thur est catégorisée petite ville, selon la nouvelle grille communale de densité à sept niveaux définie par l'Insee en 2022.
Elle appartient à l'unité urbaine de Thann-Cernay, une agglomération intra-départementale regroupant neuf  communes, dont elle est une commune de la banlieue,,. Par ailleurs la commune fait partie de l'aire d'attraction de Mulhouse, dont elle est une commune de la couronne,. Cette aire, qui regroupe 132 communes, est catégorisée dans les aires de 200 000 à moins de 700 000 habitants,.

### Occupation des sols
L'occupation des sols de la commune, telle qu'elle ressort de la base de données européenne d’occupation biophysique des sols Corine Land Cover (CLC), est marquée par l'importance des forêts et milieux semi-naturels (87,2 % en 2018), une proportion identique à celle de 1990 (87,2 %). La répartition détaillée en 2018 est la suivante : 
forêts (85,6 %), zones urbanisées (5,5 %), prairies (4,1 %), zones agricoles hétérogènes (3,2 %), milieux à végétation arbustive et/ou herbacée (1,6 %). L'évolution de l’occupation des sols de la commune et de ses infrastructures peut être observée sur les différentes représentations cartographiques du territoire : la carte de Cassini (XVIIIe siècle), la carte d'état-major (1820-1866) et les cartes ou photos aériennes de l'IGN pour la période actuelle (1950 à aujourd'hui).

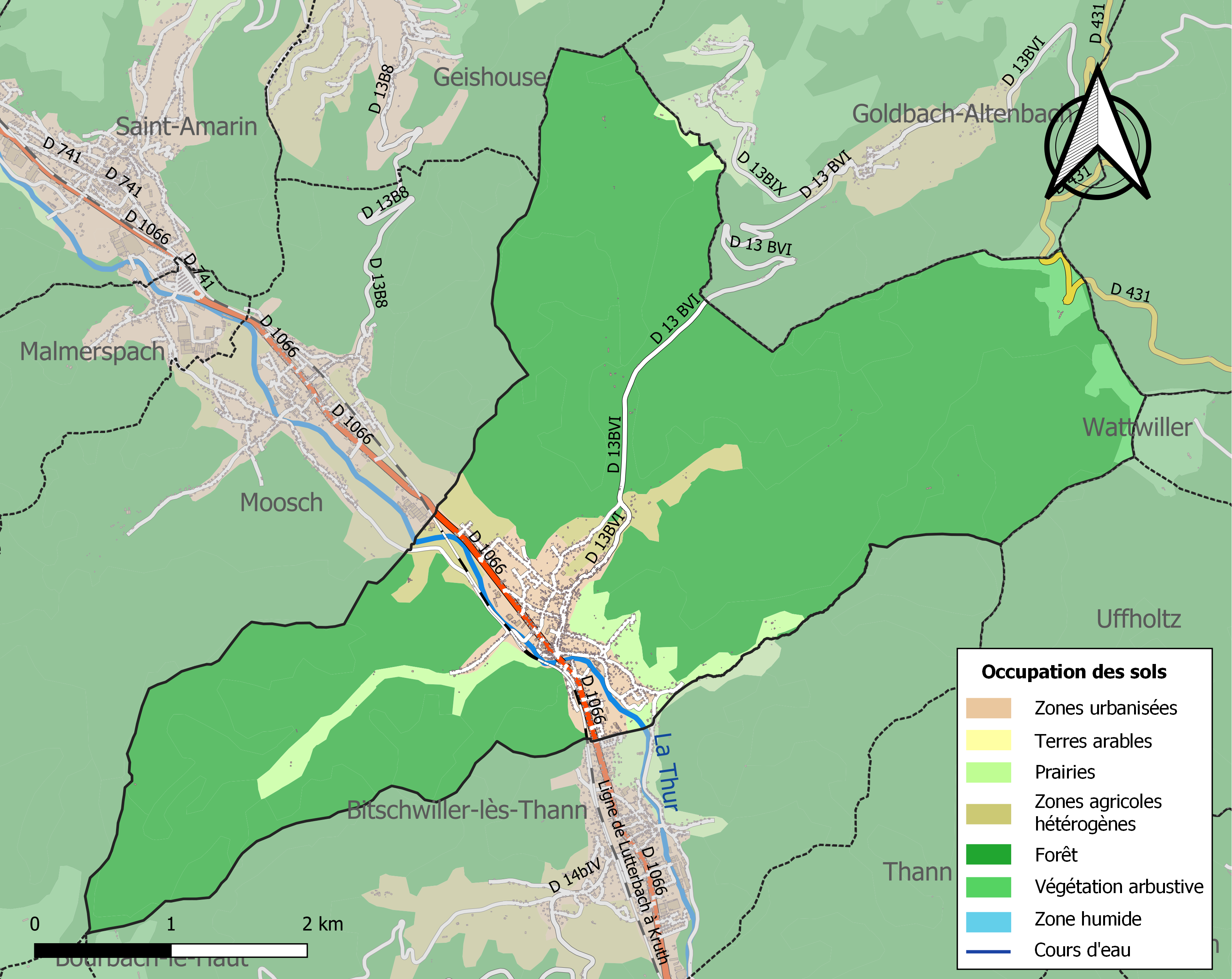
Carte des infrastructures et de l'occupation des sols de la commune en 2018 (CLC).

## Histoire

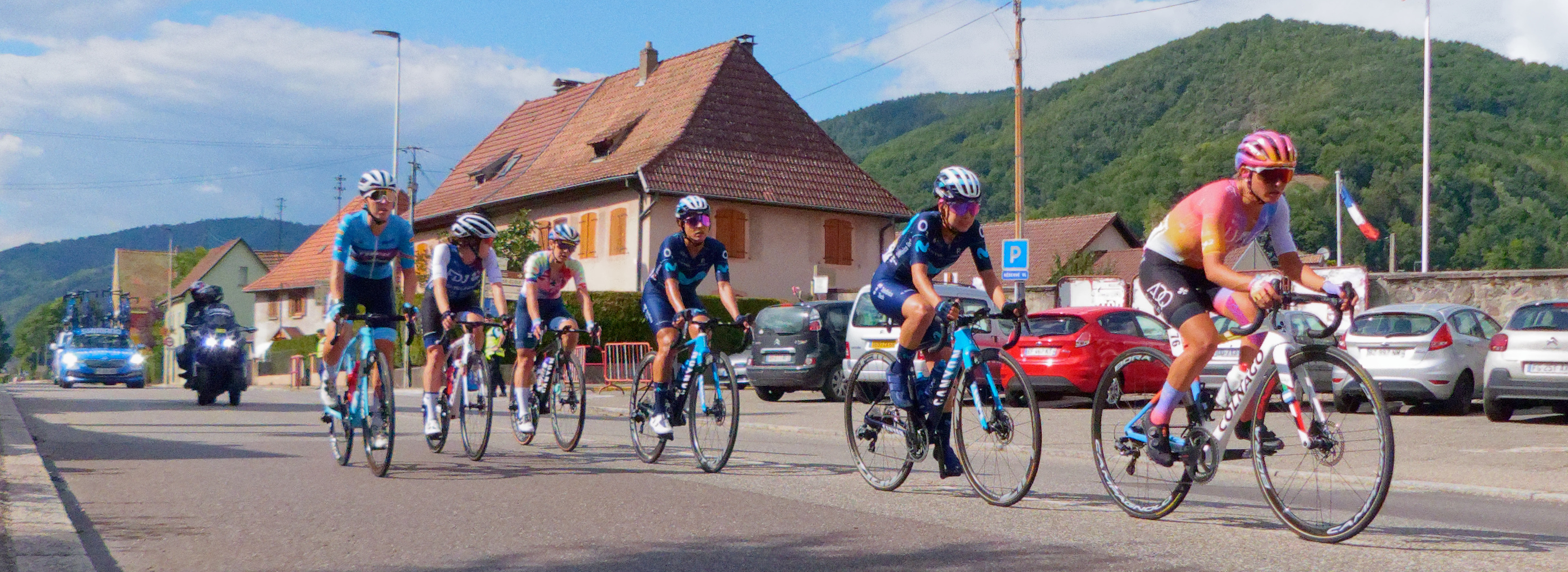
Passage de la 7e étape du Tour de France Femmes 2022.

- Willer doit sa création aux moines de Murbach, qui vers l'an 800 sont venus par le col Amic défricher de nouvelles terres.
- 1191 : Premier écrit sur Willer-sur-Thur (Weiler à l'époque)[26]. La commune forme à cette époque, avec Bitschwiller et Goldbach (ses dépendances), une mairie (Meierturm), dépendant du chapitre de Saint-Amarin.
- 1216 : Heinigisel de Wilre, maire de Murbach, rend visite à Willer.
- 1357 : Le chapitre de Saint-Amarin renonce à ses droits (cour colongère) sur Willer au bénéfice de l'abbaye de Murbach située dans l'autre vallée, derrière le Grand Ballon. Celle-ci eu en bailliage la paroisse de Willer, et ceci jusqu'à la Révolution.
- 1376 : Incendie et pillage du village.
- 1648 : Il reste 11 adultes et 25 enfants à Willer.
- vers 1700 : Jusqu'à cette époque le village se nommait « Sankt-Weiler », abréviation de « Sankt-Amarin's Weiler ». Création de mines de fer (Oberfeld - Karsprung - Molkenrain) et d'une fonderie. Création de la scierie Obersaeg.
- 1740 : Crue de la Thur.
- 1778 : Crue de la Thur.
- 1786 : C'est en 1786 que l'aire textile commence avec l'arrivée des frères Koechlin. Ils y créent sept usines de filature et tissage dans la contrée proche. Les Koechlin occupent également la place de maire pendant de nombreuses années et construisent de nombreux bâtiments dans la commune.
- 1789 : Les habitants participent à la Révolution en allant faire la guerre au prince abbé de Murbach.
- 1790 : Ouverture de la première école, dont le premier instituteur fut Ivan-Thiébaut Rudler.
- 1801 : Ouverture du Moulin Walter, par la suite propriété de Schuler.
- 1803 : Les frères Koechlin font percer les canaux de déviation de la Thur, pour l'alimentation de leurs usines.
- 1806 : Désiré Lachner succède à Ivan Rudler comme instituteur.
- 1816 : Crue de la Thur.
- 1821 : Création de la deuxième filature Koechlin.
- 1822 : L'école est transférée dans la maison Nicolas Dietrich.
- 1826 : La fonderie est propriété d'Henri Stehlin.
- 1828 : Création d'un deuxième moulin par Nicolas Weihnacht.
- 1830 : Au XVIIe siècle, plusieurs mines de fer furent exploitées à Willer-sur-Thur et une fonderie traitait ces minéraux jusqu'en 1830. La fonderie est alors rachetée par les frères Koechlin qui la transforment en industrie textile. Il s'agit des bâtiments de la colonie de vacances « La forge », rachetée par E.D.F. pour ses œuvres sociales.
- 1834 : Deuxième tissage Koechlin dans les bâtiments de l'ancienne fonderie. Construction de la scierie Sittler/Hausberger.
- 1837 : Les sœurs de la Providence viennent enseigner à Willer-sur-Thur.
- 1849 : Les frères enseignent à Willer.
- 1854 : Isaac Koechlin achète la Scierie Obersaeg et en cesse l'exploitation.
- 1854/1855 : Le choléra décime la population.
- 1863 : Ouverture de la voie ferrée Thann-Wesserling. La même année est construit le pont de la

gare, aujourd'hui remplacé, qui fut le premier pont entièrement métallique de la vallée.
- 1874 : Les frères quittent Willer.
- 1891 : Le moulin Weihnacht est détruit par un incendie.
- 1953 : Construction du premier bâtiment de l'école actuelle.
- 1954 : Inauguration de la nouvelle école des garçons.
- 1958 : Construction du second bâtiment de l'école actuelle, et inauguration de la nouvelle école des filles.

### Héraldique
| Blason de Willer-sur-Thur | Les armes de Willer-sur-Thur se blasonnent ainsi : « De gueules à la croix d'argent ajourée du champ, à l'abeille d'or en abîme, les cantons dextre et senestre de la pointe chargés de trois épis de blé d'or posés en barre, tigés et feuillés de même, à la faucille d'argent emmanchée d'or brochante en bande, les cantons sénestre du chef et destre de la pointe chargés d'un marteau d'argent en bande et d'une tenaille de même en barre, les deux entrelacés. » |

## Politique et administration

### Budget et fiscalité 2021
En 2021, le budget de la commune était constitué ainsi :
- total des produits de fonctionnement : 1 025 000 €, soit 557 € par habitant ;
- total des charges de fonctionnement : 1 033 000 €, soit 561 € par habitant ;
- total des ressources d'investissement : 209 000 €, soit 114 € par habitant ;
- total des emplois d'investissement : 623 000 €, soit 338 € par habitant ;
- endettement : 781 000 €, soit 424 € par habitant.

Avec les taux de fiscalité suivants :
- taxe d'habitation : 8,27 % ;
- taxe foncière sur les propriétés bâties : 25,53 % ;
- taxe foncière sur les propriétés non bâties : 44,48 % ;
- taxe additionnelle à la taxe foncière sur les propriétés non bâties : 0,00 % ;
- cotisation foncière des entreprises : 0,00 %.

## Démographie
Ses habitants sont appelés les Willérois et les Willéroises.
L'évolution du nombre d'habitants est connue à travers les recensements de la population effectués dans la commune depuis 1800. Pour les communes de moins de 10 000 habitants, une enquête de recensement portant sur toute la population est réalisée tous les cinq ans, les populations de référence des années intermédiaires étant quant à elles estimées par interpolation ou extrapolation. Pour la commune, le premier recensement exhaustif entrant dans le cadre du nouveau dispositif a été réalisé en 2004.

En 2022, la commune comptait 1 758 habitants, en évolution de −4,72 % par rapport à 2016 (Haut-Rhin : +0,66 %, France hors Mayotte : +2,11 %).
| 1800 | 1806  | 1821  | 1831  | 1836  | 1841  | 1846  | 1851  | 1856  |
| ---- | ----- | ----- | ----- | ----- | ----- | ----- | ----- | ----- |
| 926  | 1 174 | 1 440 | 2 085 | 2 010 | 2 504 | 2 639 | 2 665 | 2 636 |

| 1861  | 1866  | 1871  | 1875  | 1880  | 1885  | 1890  | 1895  | 1900  |
| ----- | ----- | ----- | ----- | ----- | ----- | ----- | ----- | ----- |
| 2 667 | 2 553 | 2 485 | 2 351 | 2 230 | 2 115 | 2 064 | 2 014 | 2 068 |

| 1905  | 1910  | 1921  | 1926  | 1931  | 1936  | 1946  | 1954  | 1962  |
| ----- | ----- | ----- | ----- | ----- | ----- | ----- | ----- | ----- |
| 2 084 | 2 031 | 1 899 | 1 927 | 1 907 | 1 839 | 1 647 | 1 731 | 1 752 |

| 1968  | 1975  | 1982  | 1990  | 1999  | 2004  | 2006  | 2009  | 2014  |
| ----- | ----- | ----- | ----- | ----- | ----- | ----- | ----- | ----- |
| 1 828 | 1 923 | 2 019 | 1 947 | 1 875 | 1 918 | 1 923 | 1 900 | 1 855 |

| 2019  | 2022  | - | - | - | - | - | - | - |
| ----- | ----- | - | - | - | - | - | - | - |
| 1 780 | 1 758 | - | - | - | - | - | - | - |

## Lieux et monuments
- L'église Saint-Didier[35],

l'orgue de 1865,,,
la cloche de l'église de 1843,
le presbytère.
- Chapelle Saint-Nicolas[41].
- Monuments commémoratifs :

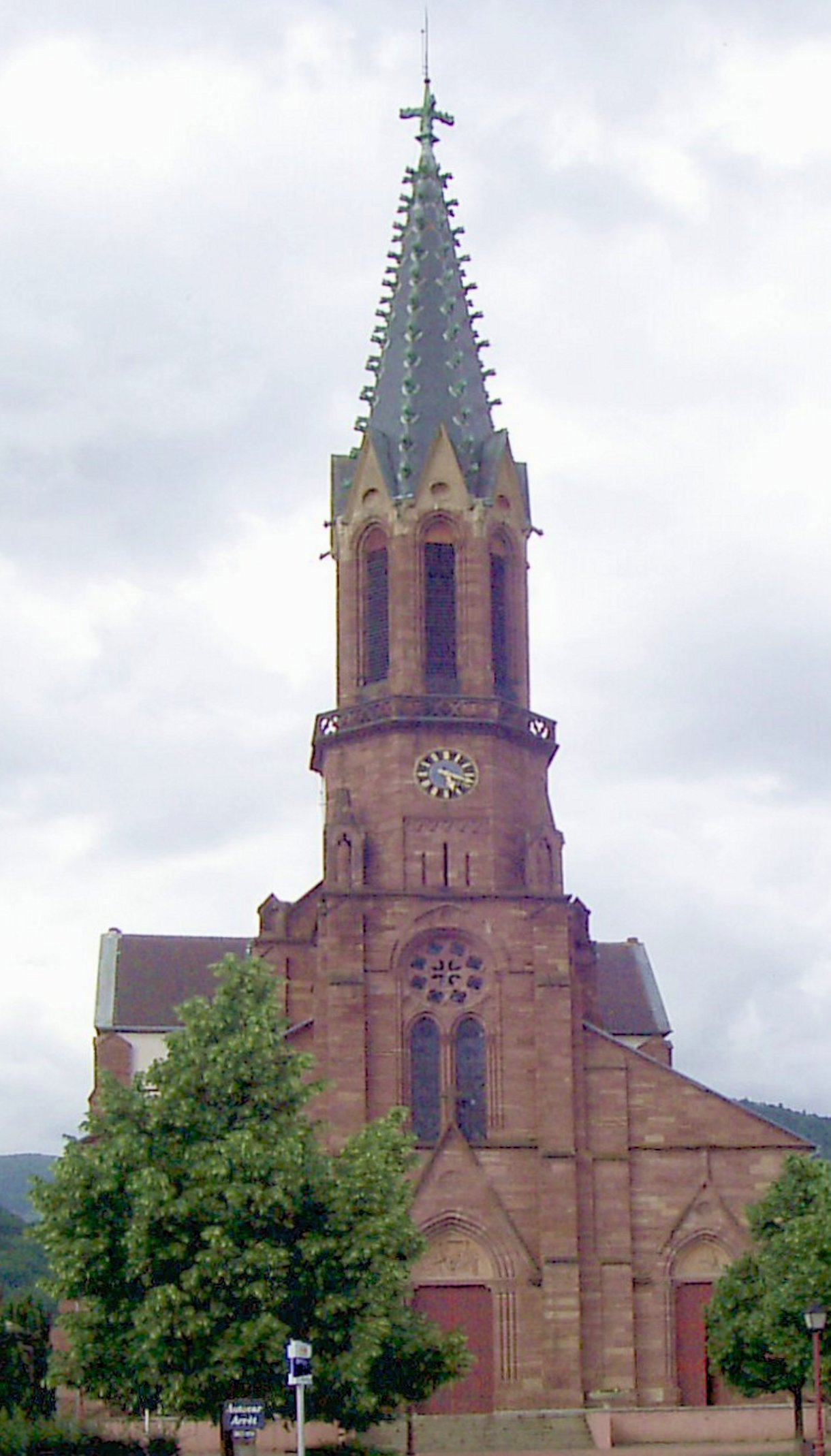
L'église Saint-Didier.

  - Stèle à la mémoire des aviateurs du bombardier Halifax[42],
  - Relevé du Carré Militaire de Willer-sur-Thur (1914-1918)[43],
  - Monument aux Morts sur le parvis de l'église, Monument commémoratif du camp Turenne[44],
  - Monument sépulcral pour Catherine mura[45],
  - Tombeau des défunts de la famille Baesler Scherrer[46],
  - Croix de cimetière[47],
  - Croix monumentale[48],[49].
- Statue de Saint Joseph[50] ; « Kepfelseppi ».

## Personnalités liées à la commune
- Les frères Koechlin[51],[52].
- Modeste Zussy (1897-1993), sénateur du Haut-Rhin, né dans la commune.

## Économie
- Hameau du Loeffelbach. Fermes-auberges du Freundstein, de l'Ostein, de l'Altrain[53].
- Ancienne ferme de la Goutte - Obersaeg.
- Centre de vacances CCAS « La Forge », accueillant à chaque période de vacances scolaires des jeunes âgés de 4 à 17 ans[54].
- Filature construite par les frères Koechlin entre 1805 et 1824[55],[56].
- Inventaire historique des anciens sites potentiellement à l'origine d'une pollution des sols : pp. 331 à 336 : Scierie Mura, Gare, Ancien tissage, Ancienne fabrique de glace, Carrière, Ancien tissage Koechlin